# Komorní Hrádek
Komorní Hrádek je malá vesnice, část obce Chocerady v okrese Benešov. Nachází se 1 km na jih od Chocerad. V roce 2009 zde bylo evidováno 16 adres.
Komorní Hrádek leží v katastrálním území Chocerady o výměře 6,69 km².

## Historie
První písemná zmínka o vesnici pochází z roku 1401.

## Pamětihodnosti
- Komorní Hrádek – renesanční zámek z poloviny 16. století přistavěný začátkem 17. století.
- Čejchanov – zbytky hradu